# Atalanta Bergamasca Calcio e nazionali di calcio
In questa voce sono raccolte storia e statistiche del legame tra l'Atalanta Bergamasca Calcio e le nazionali di calcio.

## Storia
Tra i giocatori forniti dall'Atalanta alla nazionale A figurano Matteo Pessina e Rafael Tolói con 14 presenze, Gianluca Scamacca con 9 presenze, Giorgio Scalvini e Mateo Retegui con 8 presenze, Cristiano Doni con 7 presenze e un gol segnato durante il biennio 2001-2002. Il calciatore atalantino che ha segnato più gol in azzurro è Matteo Pessina con 5 marcature. 
Per quanto riguarda la nazionale Under-21, il calciatore con il maggior numero di presenze è Andrea Conti (17), seguito da Matteo Ruggeri (16), Gianpaolo Bellini (15), Davide Zappacosta e Gianluca Mancini (13), Andrea Consigli (12), Roberto Donadoni e Daniele Baselli (11). Il miglior marcatore atalantino dell'Under-21 è invece Manolo Gabbiadini con 8 reti, al secondo posto a pari merito ci sono Sergio Magistrelli, Luigi Brugola e Riccardo Orsolini con 3 reti ciascuno, al terzo Christian Vieri, Alex Pinardi, Andrea Lazzari, Gaetano Monachello e Giuseppe De Luca con 2. 
Tra i vincitori di titoli durante la loro militanza nel club bergamasco, gli italiani Pessina e Tolói hanno fatto parte della rosa vittoriosa al campionato d'Europa 2020, mentre gli argentini Claudio Caniggia (Cile 1991), Leonardo Rodríguez (Uruguay 1995), Cristian Romero e Juan Musso (Brasile 2021), e il cileno Mauricio Pinilla (Cile 2015 e USA 2016), hanno trionfato in Copa América. Infine lo svedese Bengt Gustavsson a Svezia 1958 ed il summenzionato Caniggia a Italia 1990, sono gli unici tesserati atalantini ad avere giocato una finale mondiale.

### Partecipazioni a tornei ufficiali con le nazionali

#### Campionati del mondo
- Bengt Gustavsson (Svezia 1958)
- Humberto Maschio (Cile 1962)
- Glenn Strömberg (Italia 1990)
- Claudio Caniggia (Italia 1990)
- Leonardo Rodríguez (Stati Uniti 1994)
- Zoran Mirković (Francia 1998)
- Cristiano Doni (Corea del Sud-Giappone 2002)
- Édgar Barreto (Sudafrica 2010)

- Carlos Carmona (Brasile 2014)
- Mario Yepes (Brasile 2014)
- Remo Freuler (Russia 2018)
- Andreas Cornelius (Russia 2018)
- Joakim Mæhle (Qatar 2022)
- Teun Koopmeiners (Qatar 2022)
- Marten de Roon (Qatar 2022)
- Mario Pašalić (Qatar 2022)

#### Giochi Olimpici[N 1]
- Giuseppe Casari (Londra 1948)
- Giacomo Mari (Londra 1948)
- Giancarlo Cadé (Helsinki 1952)
- Battista Rota (Helsinki 1952)
- Iván Valenciano (Barcellona 1992)
- Domenico Morfeo (Atlanta 1996)
- Luca Cigarini (Pechino 2008)
- Andrea Consigli (Pechino 2008)
- Henry Camara (Parigi 2024)

#### FIFA Confederations Cup
- Claudio Caniggia (1992)
- Leonardo Rodríguez (1992)
- Ousmane Dabo (2003)

#### Campionati europei
- Matteo Pessina (Europa 2020)
- Rafael Tolói (Europa 2020)
- Joakim Mæhle (Europa 2020)
- Robin Gosens (Europa 2020)
- Remo Freuler (Europa 2020)
- Ruslan Malinovs'kyj (Europa 2020)
- Mario Pašalić (Europa 2020)
- Aleksej Mirančuk (Europa 2020)
- Marten de Roon (Europa 2020)

- Charles De Ketelaere (Germania 2024)
- Berat Djimsiti (Germania 2024)
- Mario Pašalić (Germania 2024)
- Gianluca Scamacca (Germania 2024)

#### Coppa America
- Claudio Caniggia (Brasile 1989)
- Claudio Caniggia (Cile 1991)
- Carlos Alberto Bianchezi (Cile 1991)
- Leonardo Rodríguez (Ecuador 1993)
- José Oscar Herrera (Ecuador 1993)
- Édgar Barreto (Argentina 2011)
- Carlos Carmona (Argentina 2011)
- Mauricio Pinilla (Cile 2015)
- Mauricio Pinilla (Centenario USA 2016)

- Duván Zapata (Brasile 2019)
- Duván Zapata (Brasile 2021)
- Luis Muriel (Brasile 2021)
- Cristian Romero (Brasile 2021)
- Juan Musso (Brasile 2021)
- Éderson (Stati Uniti 2024)

#### Coppa d'Africa
- Kewullay Conteh (Sudafrica 1996)
- Franck Kessié (Gabon 2017)
- Jérémie Boga (Camerun 2021)
- Ademola Lookman (Costa d'Avorio 2023)

#### Coppa d'Asia
- Ali Adnan Kadhim (Emirati Arabi Uniti 2019)

#### Fase finale UEFA Nations League
- Remo Freuler (Portogallo 2018-2019)
- Marten de Roon (Portogallo 2018-2019)
- Hans Hateboer (Portogallo 2018-2019)
- Teun Koopmeiners (Paesi Bassi 2022-2023)
- Marten de Roon (Paesi Bassi 2022-2023)
- Rafael Tolói (Paesi Bassi 2022-2023)
- Mario Pašalić (Paesi Bassi 2022-2023)

#### Coppa dei Campioni CONMEBOL-UEFA
- Matteo Pessina (2022)

### Palmarès

#### Campionati del mondo
Secondi posti
- Bengt Gustavsson  (Svezia 1958)
- Claudio Caniggia  (Italia 1990)

#### FIFA Confederations Cup
- Claudio Caniggia (1992)
- Leonardo Rodríguez (1992)
- Ousmane Dabo (2003)

#### Campionati europei
- Matteo Pessina (Europa 2020)
- Rafael Tolói (Europa 2020)

#### Coppa America
Vincitori
- Claudio Caniggia (Cile 1991)
- Leonardo Rodríguez (Ecuador 1993)
- José Oscar Herrera (Uruguay 1995)
- Mauricio Pinilla (Cile 2015, Centenario USA 2016)
- Cristian Romero (Brasile 2021)
- Juan Musso (Brasile 2021)

Secondi posti
- Carlos Alberto Bianchezi (Cile 1991)

#### Coppa d'Africa
Secondi posti
- Ademola Lookman (Costa d'Avorio 2023)

#### Fase finale UEFA Nations League
Secondi posti
- Mario Pašalić (Paesi Bassi 2022-2023)

#### Coppa dei Campioni CONMEBOL-UEFA
Secondi posti
- Matteo Pessina (2022)

#### Giochi del Mediterraneo
- Giacomo Bonaventura  Argento ( Pescara 2009)

#### Europei Under-21
Vincitori
- Pierluigi Orlandini (Francia 1994)
- Emanuele Tresoldi (Francia 1994)
- Domenico Morfeo (Spagna 1996)
- Marco Zanchi (Slovacchia 2000)
- Nicola Ventola (Slovacchia 2000)

Secondi posti
- Roberto Donadoni (1986)
- Simone Colombi (Israele 2013)

#### Campioni d'Europa Under-19
Vincitori
- Simone Padoin (Liechtenstein 2003)
- Gabriele Perico (Liechtenstein 2003)
- Giampaolo Pazzini (Liechtenstein 2003)
- Iacopo Regonesi (Malta 2023)

Secondi posti
- Giacomo Bonaventura (Repubblica Ceca 2008)
- Marco Carnesecchi (Finlandia 2018)
- Andrea Colpani (Finlandia 2018)
- Enrico Delprato (Finlandia 2018)

## Calciatori italiani

### Presenze e reti
| Presenze in nazionale A - 14 Matteo Pessina 14 Rafael Tolói - 9 Gianluca Scamacca - 8 Giorgio Scalvini 8 Mateo Retegui - 7 Cristiano Doni - 5 Luciano Zauri 5 Leonardo Spinazzola - 4 Bryan Cristante - 3 Adriano Bassetto 3 Raoul Bellanova 3 Federico Peluso 3 Daniel Maldini - 2 Marco Brescianini 2 Giuseppe Casari 2 Gianluca Mancini 2 Humberto Maschio 2 Giacomo Mari 2 Sergio Porrini 2 Battista Rota - 1 Angelo Domenghini 1 Pierluigi Pizzaballa 1 Giancarlo Cadè 1 Pierluigi Ronzon 1 Angelo Longoni 1 Mattia Caldara 1 Giacomo Bonaventura 1 Gianluigi Lentini 1 Cristian Zenoni 1 Damiano Zenoni 1 Filippo Inzaghi 1 Pierluigi Gollini 1 Manolo Gabbiadini 1 Andrea Petagna 1 Davide Zappacosta | Reti in nazionale A - 4 Matteo Pessina - 2 Angelo Longoni 2 Mateo Retegui - 1 Cristiano Doni 1 Federico Peluso 1 Gianluca Scamacca |
| Presenze in nazionale Under 21 - 17 Andrea Conti - 16 Matteo Ruggeri - 15 Gianpaolo Bellini - 13 Davide Zappacosta 13 Gianluca Mancini - 12 Andrea Consigli - 11 Roberto Donadoni 11 Daniele Baselli - 10 Manolo Gabbiadini 10 Andrea Lazzari 10 Marino Defendi 10 Luca Cigarini - 9 Alberto Grassi - 8 Mattia Caldara - 7 Gaetano Monachello 7 Domenico Morfeo 7 Roberto Tavola - 6 Riccardo Montolivo 6 Giorgio Scalvini 6 Massimo Donati 6 Andrea Petagna - 5 Alex Pinardi 5 Andrea Lazzari 5 Christian Vieri 5 Ivan Pelizzoli 5 Pierluigi Orlandini 5 Giuseppe De Luca 5 Riccardo Orsolini 5 Caleb Okoli - 4 Giampaolo Pazzini 4 Matteo Pessina 4 Roberto Piccoli 4 Matteo Lovato - 3 Adelio Moro 3 Cristian Zenoni 3 Giovanni Vavassori 3 Nicola Ventola 3 Biagio Pagano 3 Carlo Osti 3 Alessio Cerci 3 Tiberio Guarente 3 Emanuele Tresoldi 3 Filippo Maniero 3 Simone Pavan 3 Cesare Prandelli 3 Cesare Natali 3 Luca Vido 3 Marco Carnesecchi 3 Giovanni Bonfanti 3 Marco Palestra - 2 Sergio Magistrelli 2 Pietro Fanna 2 Cristiano Lucarelli 2 Fausto Rossini 2 Fulvio Bonomi 2 Paolo Foglio 2 Tiziano De Patre 2 Marco Motta 2 Francesco Zanoncelli 2 Giuseppe Zaniboni 2 Luca Valzania - 1 Pierluigi Gollini 1 Roberto Gagliardini 1 Giorgio Bresciani 1 Marco Zanchi 1 Tomas Locatelli 1 Fabrizio Catelli 1 Corrado Colombo 1 Salvatore Molina 1 Rolando Bianchi | Reti in nazionale Under 21 - 8 Manolo Gabbiadini - 3 Sergio Magistrelli 3 Luigi Brugola 3 Riccardo Orsolini - 2 Christian Vieri 2 Alex Pinardi 2 Andrea Lazzari 2 Giuseppe De Luca 2 Gaetano Monachello - 1 Andrea Conti 1 Domenico Morfeo 1 Fausto Rossini 1 Giorgio Bresciani 1 Angelo Domenghini 1 Biagio Pagano 1 Pierluigi Orlandini 1 Roberto Donadoni 1 Massimo Donati 1 Giampaolo Pazzini 1 Luca Vido 1 Andrea Petagna |

## Calciatori non italiani

### Presenze
Di seguito l'elenco dei giocatori presenti con la propria nazionale militando nell'Atalanta, in corsivo i giocatori attualmente in forza al club.
Aggiornato al 12 giugno 2025.
- Claudio Caniggia
- Leonardo Rodríguez
- Alejandro Gómez
- Cristian Romero
- Juan Musso
- José Oscar Herrera
- Paolo Montero
- Carlos Alberto Bianchezi
- Éderson
- Édgar Barreto
- Jaime Valdés
- Carlos Carmona
- Mauricio Pinilla
- Iván Valenciano
- Mario Yepes
- Duván Zapata
- Luis Muriel
- Johan Mojica
- Bryan Cabezas
- Ali Adnan Kadhim
- Kewullay Conteh
- Karamoko Cissé
- Boukary Dramé
- Richmond Boakye
- Ibrahim Sulemana
- Serge Gakpé
- Franck Kessié
- Jérémie Boga
- Odilon Kossounou
- Musa Barrow
- Ebrima Colley
- Ademola Lookman
- El Bilal Touré
- Candas Fiogbe

- Bengt Gustavsson
- Glenn Strömberg
- Lars Larsson
- Robert Prytz
- Joakim Persson
- Isak Hien
- Emil Holm
- Zoran Mirković
- Ivan Radovanović
- Aleksandar Pešić
- Lazar Samardžić
- Ousmane Dabo
- Robert Englaro
- Jasmin Kurtić
- Josip Iličić
- György Garics
- Constantin Nica
- Valentin Mihăilă
- Robin Gosens
- Remo Freuler
- Timothy Castagne
- Charles De Ketelaere
- Andreas Cornelius
- Simon Kjær
- Joakim Mæhle
- Rasmus Højlund
- Teun Koopmeiners
- Hans Hateboer
- Marten de Roon
- Ruslan Malinovs'kyj
- Viktor Kovalenko
- Arkadiusz Reca
- Mario Pašalić
- Aleksej Mirančuk

- Zlatan Muslimović
- Ervin Zukanović
- Sead Kolašinac
- Merih Demiral
- Etrit Berisha
- Berat Djimsiti

### Esplicative
1. ↑  Sono esclusi gli atleti che nei primi anni della storia della società, quando ancora era una polisportiva, presero parte a delle edizioni dei Giochi Olimpici in discipline diverse dal calcio.
2. ↑  Sono segnati calciatori con almeno una presenza

### Bibliografiche
1. 1 2  Elio Corbani e Pietro Serina, p. 444.
2. 1 2 3 4  Elio Corbani e Pietro Serina, pp. 444-445.
3. 1 2   Atalanta, su FIGC (archiviato dall'url originale il 30 luglio 2013).